# Пожежний департамент Нью-Йорка
Пожежний департамент Нью-Йорка (англ. Fire Department of the City of New York, FDNY) — пожежна служба повного спектру послуг Нью-Йорка, яка обслуговує всі п'ять районів. FDNY відповідає за гасіння та запобігання пожежам і є основним постачальником послуг швидкої допомоги в Нью-Йорку. Окрім пожежогасіння та швидкої медичної допомоги, FDNY відповідає за широкий спектр послуг, включаючи технічне порятунок, а також реагування та аналіз обвалу конструкції. FDNY оснащений різноманітними транспортними засобами, інструментами та обладнанням загального призначення та спеціалізованим обладнанням для виконання різноманітних місій.